# Neusitz
Neusitz è un comune tedesco di 2 062 abitanti, situato nel land della Baviera.